# Eosalmo
Łosoś Eosalmo – rodzaj wymarłego łososia, który żył w epoce eocenu.
Łosoś Eosalmo został po raz pierwszy opisany w 1977 r. w skamielinach znalezionych w osadach jeziornych w Driftwood Canyon Provincial Park, w Kanadzie. Skamieliny z tego samego gatunku znaleziono również w Princeton w USA.
Kiedy opisano go pierwszy raz, to był uważany za gatunek pośredni między rodziną łososiowatych a lipieniowatych. Jednak później sklasyfikowano go jako najbardziej prymitywnego członka rodziny łososiowatych.
Ten gatunek zamieszkiwał wyłącznie wody słodkie.